# 藤田杏奈
藤田 杏奈（ふじた あんな、1994年9月22日 - ）は、日本のファッションモデル、タレント。東京都出身。エーライツ所属。

## 略歴
2009年、D-1 Dream Project 2009』の「D-1 ミス・コンテスト」でグランプリを受賞し、翌2010年3月号より雑誌『egg』にモデルとして登場。2011年にはセシルマクビーを手掛けるジャパンイマジネーション内のブランド『GARULA』（ガルラ）を立ち上げ、16歳でブランドディレクターとなる。2012年にはISSAとSoulJaのコラボ・アルバム『ISM』（2012年2月29日発売・avex trax）収録の楽曲「i love u」に峯村優衣と共に参加。歌声を披露している。
『egg』卒業後はモデル活動を休止していたが、2015年にぶんか社のファッション誌『JELLY』の専属モデルに就任。同年10月号（8月17日発売）から登場している。

## 人物
- 特技はダンス・歌である。
- 小学1年の時に両親が離婚。その時に仲良しだった男友達が喧嘩で逮捕された影響で、一時的に不登校になったことがある[5]。

## 出演

### 雑誌
- egg（大洋図書）読者モデル
- men's egg（大洋図書）読者モデル
- JELLY（2015年10月号 - 、ぶんか社）専属モデル